# Moral Orel
Moral Orel è una serie televisiva animata statunitense del 2005, creata da Dino Stamatopoulos. 
Descritta come "Davey and Goliath che incontrano South Park", Stamatoupoulus, diffidente del confronto con la prima serie, ha rivelato al New York Times che la serie è nata dall'idea di una sitcom degli anni '50 come Il carissimo Billy che avrebbe avuto Iggy Pop come protagonista. La serie è una satira della vita suburbana centroamericana e della moderna cultura WASP, basandosi sul tema del fondamentalismo religioso con pesanti sfumature emotive che aumentano drammaticamente man mano che la serie progredisce. 
La serie è stata trasmessa per la prima volta negli Stati Uniti su Adult Swim dal 13 dicembre 2005 al 18 dicembre 2008, per un totale di 43 episodi ripartiti su tre stagioni. 
Al San Diego Comic Con del 2008, Stamatopoulos ha annunciato che la serie non sarebbe stata rinnovata per una quarta stagione. Il 19 novembre 2012 è stato trasmesso uno speciale intitolato Beforel Orel: Trust.

## Genere e struttura

### Prima stagione
La prima stagione della serie segue una formula standard in cui Orel ascolta un sermone tenuto dal reverendo Rod Putty in chiesa la domenica, procedendo con una disavventura basata sui suoi tentativi di vivere secondo la sua interpretazione solitamente distorta del sermone e la sua morale. Alla fine di ogni episodio suo padre interrompe severamente Orel, "correggendolo" mediante punizioni corporali come interpretazione ancora più distorta (durante la prima stagione in genere secondo uno dei "Comandamenti Perduti" di Clay) del sermone della chiesa. Come parte di una gag ricorrente poco prima dei titoli di coda, i pantaloni di Clay cadono quando si alza dalla sedia poiché avrebbe usato la cintura per punire Orel. Durante la prima stagione vengono introdotti i personaggi principali della serie e vengono stabilite varie trame secondarie come il padre di Orel che rivelerà di essere bisessuale e innamorato dell'insegnante di ginnastica di Orel e la madre di Orel che è una casalinga infelicemente sposata che si sente intrappolata nel suo matrimonio.

### Seconda stagione
Il formato della seconda stagione inizia a distaccarsi da quello della prima, basandosi maggiormente sulle sottotrame introdotte nella prima stagione, rendendole l'obiettivo principale della serie. Pur essendo ancora il protagonista e il personaggio principale, Orel viene mostrato come un inconsapevole passante spesso lasciato confuso e abbattuto alla fine dell'episodio, trovandosi incapace di conciliare la sua natura ottimista e la sua fede con la corruzione e il cinismo degli adulti che lo circondano, in particolare suo padre. La stagione culmina in un episodio in due parti che tratta di un viaggio in campeggio durante il quale Orel ha perso ogni fiducia in suo padre. Il finale di stagione segna una svolta molto più oscura nel tono della serie, de-enfatizzando la cinica parodia degli episodi precedenti a favore dell'esplorazione di temi più inquietanti.

### Terza stagione
La terza e ultima stagione della serie è strutturata come una storia interconnessa in 13 parti che tratta degli eventi precedenti e successivi al viaggio in campeggio. Viene rivelato che durante il viaggio Clay è sbronzo e spara alla gamba di Orel, mostrando in seguito una completa mancanza di rimorso o senso di responsabilità. La serie culmina nella dissoluzione definitiva della relazione di Clay con l'allenatore di Orel e nella rivelazione che un giorno Orel sarà in grado di lasciarsi alle spalle la sua infanzia traumatica per crescere in una famiglia migliore.

## Trama
La serie si svolge nella cittadina statunitense di Moralton nel Bible Belt, nello Stato fittizio dello "Statesota". Orel Puppington è uno studente della scuola elementare Alfred G. Diorama che cerca di vivere seguendo il codice morale cristiano del fondamentalismo protestante, come scritto e insegnato dalla chiesa e da suo padre Clay. La serie è una satira degli archetipi della vita suburbana mediamericana, della cultura moderna WASP e del fondamentalismo religioso.

## Episodi
| Stagione         | Episodi | Prima TV USA | Prima TV Italia |
| ---------------- | ------- | ------------ | --------------- |
| Prima stagione   | 10      | 2005-2006    | inedita         |
| Seconda stagione | 20      | 2006-2007    | inedita         |
| Terza stagione   | 13      | 2008         | inedita         |
| Speciali         | 1       | 2012         | inedito         |

## Personaggi e doppiatori

### Personaggi principali
- Orel Puppington (stagioni 1-3), doppiato da Carolyn Lawrence.
Un devoto ragazzo cristiano di dodici anni che affronta allegramente e ingenuamente la sua vita con un padre violento, una madre emotivamente distante e l'ipocrisia degli adulti religiosi che incontra. Nel corso della serie apprende la vera natura dei suoi genitori e della città, tuttavia impara ad espandere la sua visione ottimista del mondo.
- Clay Puppington (stagioni 1-3), doppiato da Scott Adsit.
Il padre represso e rancoroso di Orel. È una decostruzione del tipico ruolo paterno degli anni '50 e si attiene fortemente ad uno stile genitoriale tradizionale. È un cinico alcolizzato e nasconde il fatto di essere bisessuale, che odia il suo lavoro senza prospettive e sua moglie Bloberta. È considerato l'antagonista principale della serie ed esprime comportamenti abusivi verso tutta la sua famiglia.
- Bloberta Puppington (stagioni 1-3), doppiata da Britta Phillips.
La madre ossessivo-compulsiva, pacata, ma emotivamente distante di Orel. Tende a ignorare tutti i conflitti o problemi e condivide il disprezzo per suo marito Clay. Solitamente la si vede mentre pulisce la casa, tuttavia nella terza stagione esegue ossessivamente l'automutilazione per distrarsi dai sentimenti di inferiorità sottostanti nella sua famiglia. Anche se ha un carattere allegro e si comporta sempre in modo spumeggiante con i suoi figli, è segretamente depressa e desidera una vita migliore.
- Shapey Puppington (stagioni 1-3), doppiato da Tigger Stamatopoulos.
Il fratellastro viziato di Orel che si comporta male. Non fa altro che urlare e fingere agli occhi degli altri.

### Personaggi ricorrenti
- Rev. Rod Putty (stagioni 1-3), doppiato da William Salyers.
Il prete della chiesa locale. È un uomo calmo, tuttavia si sente solo ed è sessualmente frustrato. Dimostra di essere un bigotto, egocentrico e depresso, tuttavia successivamente condivide una relazione sana con la figlia disconosciuta Stephanie che gli ha permesso di aprirsi con gli altri e diventare più gentile e positivo.
- Preside Norm Fakey (stagioni 1-3), voce originale di Jay Johnston (st. 1-2) e David Herman (st. 3).
Il preside della Alfred G. Diorama Elementary. Mentre cerca di gestire la scuola secondo il rigido codice morale della sua comunità, lui stesso ha una relazione con l'infermiera Bendy da tempo. Sua moglie ne è completamente all'oscuro e Fakey si sente estremamente in colpa per il suo inganno fino a quando non ha ricevuto consigli da Orel. Nega comunque la relazione e ha cacciato di casa sua moglie, incolpando la gonorrea che ha ricevuto dall'infermiera Bendy sull'infedeltà inesistente della moglie.
- Coach Daniel Stopframe (stagioni 1-3), doppiato da Jay Johnston.
L'insegnante di ginnastica nichilista e sarcastico di Orel che in seguito si è rivelato essere il padre biologico di Shapey. Si impegna in pratiche sataniche così come nel cristianesimo, tuttavia è scettico nei confronti della religione. È innamorato del padre di Orel, Clay. Mentre iniziano una sottile relazione, Clay ammette di essere innamorato di lui di fronte alla sua famiglia. Si lega successivamente a Orel e rifiuta Clay a causa di quanto sia offensivo nei suoi confronti.
- Doughy Latchkey (stagioni 1-3), doppiato da Scott Adsit.
Il migliore amico sensibile, poco intelligente, occasionalmente nevrotico e facilmente suscettibile di Orel, che spesso si preoccupa per lui mentre lo segue nelle avventure. Appare spesso insicuro e cupo quando si tratta della sua vita familiare.
- Joe Secondopinionson (stagioni 1-3), doppiato da Jay Johnston.
Il nipote dell'allenatore Stopframe e il figlio dell'infermiera Bendy. Conosciuto come il bullo della scuola, proietta comportamenti violenti sui suoi amici e li prende spesso in giro. Tuttavia, dopo aver incontrato sua madre, si ammorbidisce emotivamente. Cresciuto con un padre senile che lo ha trascurato, teme di essere vecchio, inducendolo a comportarsi in modo infantile e immaturo.
- Stephanie Putty (stagioni 1-3), voce originale di Britta Phillips.
Una ragazza punk, atea e lesbica che in seguito si scopre essere la figlia del reverendo Putty. È un'estranea della città, è la più equilibrata ed è l'unica genuina riguardo alle sue convinzioni. Nonostante il suo personaggio, rappresenta spesso una voce della ragione per Orel ed è descritta come incredibilmente cordiale, comprensiva ed empatica. Serve come figura genitoriale per lui mentre sviluppa il suo rapporto con suo padre.
- Sal Figurelli (stagioni 1-3), voce originale di Jay Johnston (st. 1-2) e David Herman (st. 3).
Un uomo italiano modesto. È contraddistinto dal suo atteggiamento perennemente allegro e solare che non vacilla mai nemmeno nelle circostanze più difficili. Ha svolto diversi lavori.
- Infermiera Nursula Bendy (stagioni 1-3), voce originale di Britta Phillips.
L'infermiera della scuola che è stereotipata come una bionda stupida e trattata malamente da tutta la città. Sebbene inizialmente si mostri perennemente stanca e irriverente, diventa una persona frizzante e compassionevole grazie a suo figlio, Joe. Nella sua storia passata, è stato rivelato che è stata vittima di abusi sessuali e affronta una regressione infantile. È molto idealista e desidera una vera famiglia.
- Agnes Sculptham (stagioni 1-3), voce originale di Britta Phillips.
L'insegnante di Orel. Annoiata e disinteressata, guida la classe di Orel attraverso gite e conferenze poco convinte. La maggior parte delle informazioni che fornisce sono fortemente inclinate nella religione e assente nei fatti di base. Spesso fa il minimo indispensabile e manipola senza pietà gli studenti per farsi fare regali costosi. Viene rivelato che è stata violentata dal signor Creepler e messa incinta da lui, ritrovandosi costretta ad abortire. Ha un disturbo ossessivo compulsivo, come evidenziato dalla sua necessità di accendere e spegnere l'interruttore della luce e attivare e disattivare la serratura del catenaccio in rapida successione.
- Signora Censordoll (stagioni 1-3), voce originale di Jay Johnston (st. 1-2, ep. speciale), David Herman (ep. 3x04) e Scott Adsit (ep. 3x07-3x13).
Francis Clara Censordoll è la bibliotecaria cittadina, impiegata presso la Biblioteca Thomas Bowdler. È una persona puritana che passa il suo tempo a censurare e distruggere libri che considera immorali. Combatte molto duramente per tenere i bambini lontani da "pensieri sporchi", sia che si tratti di seguire i bambini che leggono l'arte rinascimentale o di condurre proteste contro l'individuo offensivo. Conduce spesso proteste davanti al cinema locale, anche contro film come I dieci comandamenti e Il mago di Oz. Nonostante il suo aspetto anziano, in realtà ha solo 40 anni.
- Signora Secondopinionson (stagioni 2-3), voce originale di Jeff Davis.
La segretaria della scuola dalla voce profonda. Vive con Joe e suo padre, ed è la sorellastra di Joe Secondopinionson.

## Produzione

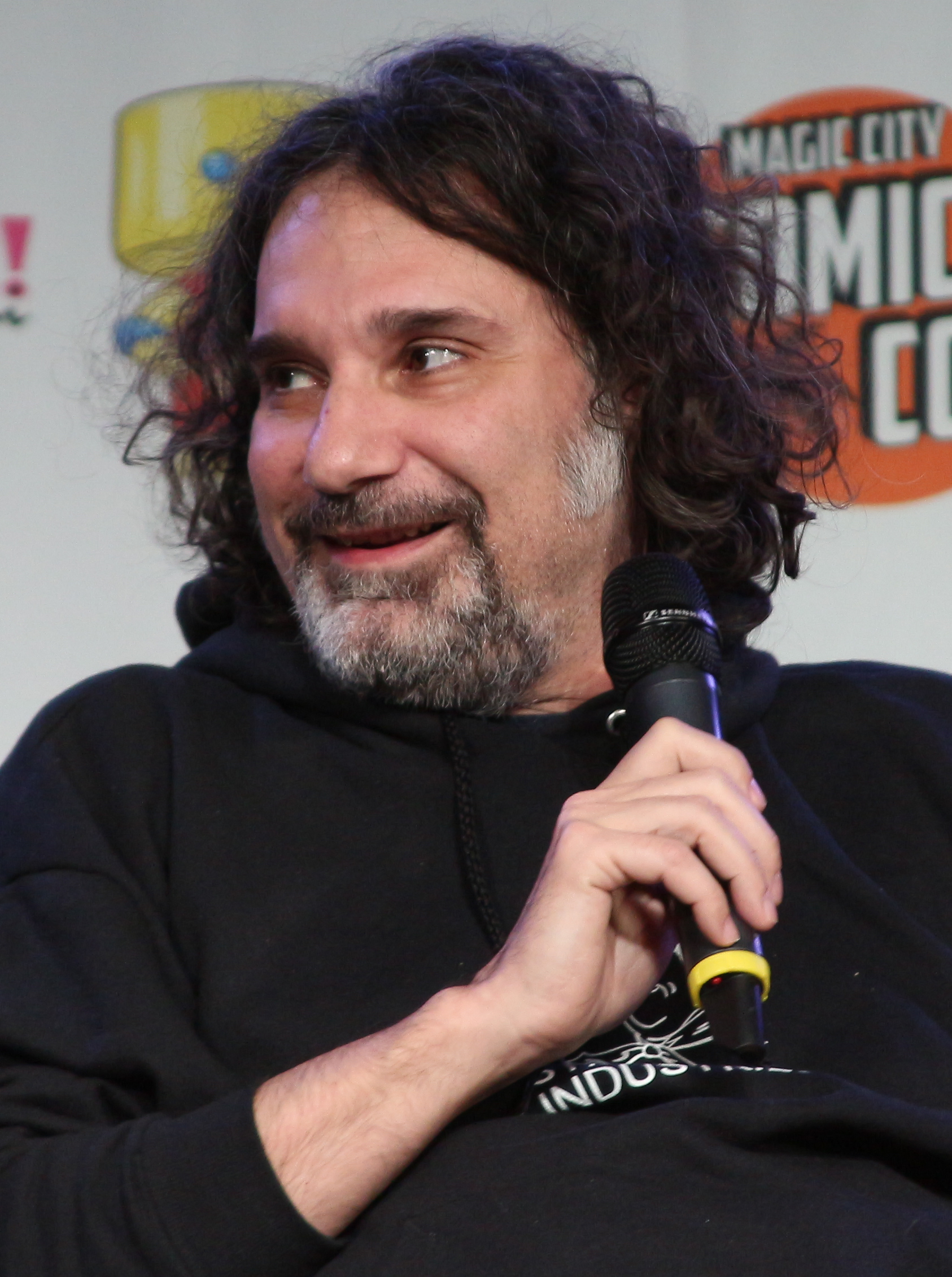
Dino Stamatopoulos, creatore di Moral Orel

Nel marzo 2005, Adult Swim ha annunciato lo sviluppo di un nuovo episodio pilota in stop-motion intitolato Moral Orel, creato da Dino Stamatopoulos e programmato per essere trasmesso nell'ottobre dello stesso anno. Nell'agosto 2005 è stato rivelato indirettamente che il cast era al lavoro su più episodi, che sarebbero dovuti andare in onda dal 13 novembre 2005, e che il fratellastro di Orel, Shapey Puppington, è stato doppiato da Tigger Stamatopoulus, la figlia del creatore della serie. Adult Swim voleva far debuttare inizialmente Moral Orel  come parte di un blocco di programmazione a tema festivo.
La serie è stata travagliata per tutta la sua durata. Contro i desideri del creatore Stamatopoulos, il finale della prima stagione a tema natalizio, The Best Christmas Ever, è stato trasmesso come premiere della serie.  L'episodio ha rappresentato il culmine di numerosi archi narrativi sviluppati durante la prima stagione e si è concluso con un cliffhanger, confondendo i telespettatori e suscitando domande sulle bacheche di Adult Swim sul fatto che l'episodio fosse o meno uno scherzo. Quando la serie è stata presentata in anteprima, tre episodi della prima stagione sono stati trattenuti dalla messa in onda perché il dipartimento Standards & Practices della rete li ha trovati troppo oscuri e sessualmente espliciti. Alla fine furono tutti approvati; due sono andati in onda nel maggio 2006 e il terzo è andato in onda il 31 luglio 2006.
Originariamente, prima che la terza stagione fosse ridotta da 20 a 13 episodi e la serie successivamente cancellata, Moral Orel aveva in programma altre due stagioni e doveva evolversi in una serie spin-off intitolata Moralton che si sarebbe concentrata attorno ai residenti di Moralton.
Dopo una mini-maratona della serie animata in stop-motion Mary Shelley's Frankenhole ad Halloween del 2011, lo stesso Orel ha annunciato un imminente episodio speciale e la sua uscita "in un prossimo futuro". Intitolato Beforel Orel: Trust, è stato annunciato ufficialmente sulla pagina Twitter ufficiale di Dino ed è stato presentato in anteprima il 19 novembre 2012.

## Distribuzione

### Trasmissione internazionale
- 13 dicembre 2005 negli Stati Uniti d'America su Adult Swim;
- 2006 nel Regno Unito su Bravo;[9]
- 4 settembre 2007 in Canada su Teletoon;[10]
- 10 ottobre 2007 in Australia in DVD;
- 5 dicembre 2007 in Germania su Sat.1 Comedy;[11]
- 2011 in Francia su Adult Swim;[12]
- 2015 in America Latina su Adult Swim;

### Edizioni home video
| Volume                      | Episodi | Data di pubblicazione DVD | Data di pubblicazione DVD | Data di pubblicazione DVD |
| Volume                      | Episodi | Regione 1                 | Regione 2                 | Regione 4                 |
| --------------------------- | ------- | ------------------------- | ------------------------- | ------------------------- |
| 1                           | 15      | 24 aprile 2007            | N/A                       | 10 ottobre 2007           |
| 2                           | 15      | N/A                       | N/A                       | 18 agosto 2010            |
| 3                           | 13      | N/A                       | N/A                       | 20 aprile 2011            |
| Complete Lessons Collection | 43      | N/A                       | N/A                       | 28 novembre 2012          |

## Riconoscimenti
- Annie Award
  - 2007 - Candidatura al miglior personaggio animato in una produzione televisiva a Joshua Jennings[13]
  - 2008 - Candidatura alla miglior produzione televisiva animata[14]
  - 2008 - Candidatura al miglior personaggio animato in una produzione televisiva a Elizabeth Harvatine per l'episodio Nature (Part 2)[14]
  - 2008 - Candidatura al miglior doppiaggio in una produzione televisiva a Scott Adsit[14]
  - 2009 - Candidatura alla miglior produzione televisiva animata[15]
  - 2009 - Candidatura alla miglior regia in una produzione televisiva a Chris McKay per l'episodio Passing[15]
- Primetime Emmy Award
  - 2007 - Miglior realizzazione individuale nell'animazione a Sihanouk Mariona per l'episodio The Lord's Prayer[16]
  - 2009 - Miglior realizzazione individuale nell'animazione a Elizabeth Harvatine per l'episodio Sacrifice[17]